# Naomi Alade
Naomi Alade es una deportista estadounidense que compite en taekwondo. Ganó una medalla de plata en el Campeonato Panamericano de Taekwondo de 2024, en la categoría de +73 kg.

## Palmarés internacional
| Campeonato Panamericano | Campeonato Panamericano | Campeonato Panamericano | Campeonato Panamericano |
| Año                     | Lugar                   | Medalla                 | Categoría               |
| ----------------------- | ----------------------- | ----------------------- | ----------------------- |
| 2024                    | Río de Janeiro (Brasil) | Medalla de plata        | +73 kg                  |